# Calendrier mondial UCI 2009
Navigation
Édition suivante
Le calendrier mondial UCI 2009 est la première édition du système de classement lancé par l'Union cycliste internationale, en remplacement du classement ProTour. Le calendrier a commencé avec le Tour Down Under le 20 janvier, et se compose de 13 courses par étapes et 11 épreuves d'un jour. Il s'est terminé le 17 octobre avec le Tour de Lombardie. Tous les événements à l'exception du Tour Down Under ont lieu en Europe.
Le classement prend en compte les épreuves de l'UCI ProTour 2009 ainsi que les épreuves historiques.
Alberto Contador, vainqueur du Tour de France et du Tour du Pays basque remporte le classement individuel. Il devance ses compatriotes Alejandro Valverde et Samuel Sánchez pour un podium 100 % espagnol. Le classement par équipes est remporté par Astana et le classement des nations par l'Espagne.

## Objectifs
Il permettra de désigner le meilleur coureur et la meilleure équipe de l'année.
À noter également que le classement par nations permettre de désigner les équipes qui pourront aligner 9 coureurs aux championnats du monde 2009 (épreuve en ligne), privilège réservé aux 10 premiers du classement.

## Barème
- Catégorie 1 : Tour de France
- Catégorie 2 : Tour d'Italie - Tour d'Espagne
- Catégorie 3 : Les monuments du cyclisme - Autres courses par étapes[1]
- Catégorie 4 : Autres courses d'un jour[2]

| Pos. | Cat. 1 | Cat. 2 | Cat. 3 | Cat. 4 |
| ---- | ------ | ------ | ------ | ------ |
| 1.   | 200    | 170    | 100    | 80     |
| 2.   | 150    | 130    | 80     | 60     |
| 3.   | 120    | 100    | 70     | 50     |
| 4.   | 110    | 90     | 60     | 40     |
| 5.   | 100    | 80     | 50     | 30     |
| 6.   | 90     | 70     | 40     | 22     |
| 7.   | 80     | 60     | 30     | 14     |
| 8.   | 70     | 52     | 20     | 10     |
| 9.   | 60     | 44     | 10     | 6      |
| 10.  | 50     | 38     | 4      | 2      |
| 11.  | 40     | 32     |        |        |
| 12.  | 30     | 26     |        |        |
| 13.  | 24     | 22     |        |        |
| 14.  | 20     | 18     |        |        |
| 15.  | 16     | 14     |        |        |
| 16.  | 12     | 10     |        |        |
| 17.  | 10     | 8      |        |        |
| 18.  | 8      | 6      |        |        |
| 19.  | 6      | 4      |        |        |
| 20.  | 4      | 2      |        |        |

| Pos. | Cat. 1 | Cat. 2 | Cat. 3 |
| ---- | ------ | ------ | ------ |
| 1.   | 20     | 16     | 6      |
| 2.   | 10     | 8      | 4      |
| 3.   | 6      | 4      | 2      |
| 4.   | 4      | 2      | 1      |
| 5.   | 2      | 1      | 1      |

## Calendrier et résultats
| Date                 | Nom de l'épreuve             | Pays                 | Vainqueur                                                          | Leader du Classement mondial | Leader du Classement mondial | Leader du Classement mondial |  |            |             |          |
| -------------------- | ---------------------------- | -------------------- | ------------------------------------------------------------------ | ---------------------------- | ---------------------------- | ---------------------------- |  | ---------- | ----------- | -------- |
| Date                 | Nom de l'épreuve             | Pays                 | Vainqueur                                                          |                              |                              |                              |  | Individuel | Par équipes | Par pays |
| 20-25 janvier        | Tour Down Under              | Australie            | Allan Davis (Quick Step)                                           | Allan Davis                  | Quick Step                   | Australie                    |  |            |             |          |
| 8-15 mars            | Paris-Nice                   | France               | Luis León Sánchez (Caisse d'Épargne)                               | Allan Davis                  | Quick Step                   | Espagne                      |  |            |             |          |
| 11-17 mars           | Tirreno-Adriatico            | Italie               | Michele Scarponi (Serramenti PVC Diquigiovanni-Androni Giocattoli) | Allan Davis                  | Quick Step                   | Espagne                      |  |            |             |          |
| 21 mars              | Milan-San Remo               | Italie               | Mark Cavendish (Columbia-High Road)                                | Allan Davis                  | Quick Step                   | Australie                    |  |            |             |          |
| 5 avril              | Tour des Flandres            | Belgique             | Stijn Devolder (Quick Step)                                        | Allan Davis                  | Quick Step                   | Australie                    |  |            |             |          |
| 8 avril              | Gand-Wevelgem                | Belgique             | Edvald Boasson Hagen (Columbia-High Road)                          | Allan Davis                  | Quick Step                   | Australie                    |  |            |             |          |
| 6-11 avril           | Tour du Pays basque          | Espagne              | Alberto Contador (Astana)                                          | Alberto Contador             | Quick Step                   | Espagne                      |  |            |             |          |
| 12 avril             | Paris-Roubaix                | France               | Tom Boonen (Quick Step)                                            | Heinrich Haussler            | Quick Step                   | Espagne                      |  |            |             |          |
| 19 avril             | Amstel Gold Race             | Pays-Bas             | Sergueï Ivanov (Katusha)                                           | Heinrich Haussler            | Quick Step                   | Espagne                      |  |            |             |          |
| 22 avril             | Flèche wallonne              | Belgique             | Davide Rebellin (Serramenti PVC Diquigiovanni-Androni Giocattoli)  | Heinrich Haussler            | Quick Step                   | Espagne                      |  |            |             |          |
| 26 avril             | Liège-Bastogne-Liège         | Belgique             | Andy Schleck (Saxo Bank)                                           | Heinrich Haussler            | Quick Step                   | Espagne                      |  |            |             |          |
| 28 avril-5 mai       | Tour de Romandie             | Suisse               | Roman Kreuziger (Liquigas)                                         | Heinrich Haussler            | Quick Step                   | Espagne                      |  |            |             |          |
| 18-24 mai            | Tour de Catalogne            | Espagne              | Alejandro Valverde (Caisse d'Épargne)                              | Heinrich Haussler            | Caisse d'Épargne             | Espagne                      |  |            |             |          |
| 9-31 mai             | Tour d'Italie                | Italie               | Denis Menchov (Rabobank)                                           | Denis Menchov                | Cervélo Test                 | Italie                       |  |            |             |          |
| 7-14 juin            | Critérium du Dauphiné libéré | France               | Alejandro Valverde (Caisse d'Épargne)                              | Alejandro Valverde           | Caisse d'Épargne             | Espagne                      |  |            |             |          |
| 13-21 juin           | Tour de Suisse               | Suisse               | Fabian Cancellara (Saxo Bank)                                      | Alejandro Valverde           | Caisse d'Épargne             | Espagne                      |  |            |             |          |
| 4-26 juillet         | Tour de France               | France               | Alberto Contador (Astana)                                          | Alberto Contador             | Astana                       | Espagne                      |  |            |             |          |
| 1er août             | Classique de Saint-Sébastien | Espagne              | Carlos Barredo (Quick Step)                                        | Alberto Contador             | Astana                       | Espagne                      |  |            |             |          |
| 2-8 août             | Tour de Pologne              | Pologne              | Alessandro Ballan (Lampre-NGC)                                     | Alberto Contador             | Astana                       | Espagne                      |  |            |             |          |
| 16 août              | Vattenfall Cyclassics        | Allemagne            | Tyler Farrar (Garmin-Slipstream)                                   | Alberto Contador             | Astana                       | Espagne                      |  |            |             |          |
| 23 août              | GP Ouest-France de Plouay    | France               | Simon Gerrans (Cervélo Test)                                       | Alberto Contador             | Astana                       | Espagne                      |  |            |             |          |
| 18-25 août           | Eneco Tour                   | Belgique et Pays-Bas | Edvald Boasson Hagen (Columbia-HTC)                                | Alberto Contador             | Astana                       | Espagne                      |  |            |             |          |
| 29 août-6 septembre  | Tour d'Allemagne             | Allemagne            |                                                                    | Alberto Contador             | Astana                       | Espagne                      |  |            |             |          |
| 29 août-20 septembre | Tour d'Espagne               | Espagne              | Alejandro Valverde (Caisse d'Épargne)                              | Alberto Contador             | Astana                       | Espagne                      |  |            |             |          |
|                      | Grand Prix de Sotchi         | Russie               |                                                                    | Alberto Contador             | Astana                       | Espagne                      |  |            |             |          |
| 17 octobre           | Tour de Lombardie            | Italie               | Philippe Gilbert (Silence-Lotto)                                   | Alberto Contador             | Astana                       | Espagne                      |  |            |             |          |

En italique, les courses qui ne font pas partie du ProTour.

## Classements finals
Référence : uci.ch
Les classements par équipes et par nations sont obtenus par l'addition des points des cinq meilleurs coureurs de chaque équipe et nation au classement individuel. En cas d'égalité de points entre deux équipes ou deux nations, celles-ci sont départagées selon le classement de leur meilleur coureur.
| Rang | Nom                  | Pays        | Équipe            | Points |
| ---- | -------------------- | ----------- | ----------------- | ------ |
| 1    | Alberto Contador     | Espagne     | Astana            | 527    |
| 2    | Alejandro Valverde   | Espagne     | Caisse d'Épargne  | 483    |
| 3    | Samuel Sánchez       | Espagne     | Euskaltel-Euskadi | 357    |
| 4    | Andy Schleck         | Luxembourg  | Saxo Bank         | 334    |
| 5    | Cadel Evans          | Australie   | Silence-Lotto     | 333    |
| 6    | Edvald Boasson Hagen | Norvège     | Columbia-HTC      | 322    |
| 7    | Roman Kreuziger      | Tchéquie    | Liquigas          | 319    |
| 8    | Mark Cavendish       | Royaume-Uni | Columbia-HTC      | 304    |
| 9    | Philippe Gilbert     | Belgique    | Silence-Lotto     | 295    |
| 10   | Robert Gesink        | Pays-Bas    | Rabobank          | 266    |

|      | Équipe           | Pts  |
| 01.  | Astana           | 1100 |
| 02.  | Caisse d'Épargne | 1048 |
| 03.  | Columbia-HTC     | 957  |
| 04.  | Saxo Bank        | 946  |
| 05.  | Liquigas         | 923  |
| 06.  | Silence-Lotto    | 821  |
| 07.  | Cervélo Test     | 804  |
| 08.  | Quick Step       | 760  |
| 09.  | Rabobank         | 707  |
| 010. | Katusha          | 637  |

|      | Pays       | Pts  |
| 01.  | Espagne    | 1756 |
| 02.  | Italie     | 984  |
| 03.  | Australie  | 960  |
| 04.  | Allemagne  | 753  |
| 05.  | Belgique   | 675  |
| 06.  | Russie     | 660  |
| 07.  | Luxembourg | 563  |
| 08.  | Pays-Bas   | 544  |
| 09.  | Norvège    | 538  |
| 010. | États-Unis | 528  |

## Victoires sur le Calendrier mondial
|    | Coureur              | Pays | Vict. |
| 1. | Mark Cavendish       |      | 13    |
| 2. | Alberto Contador     |      | 8     |
| 3. | Edvald Boasson Hagen |      | 7     |
| 4. | Fabian Cancellara    |      | 6     |
|    | Tyler Farrar         |      | 6     |
|    | André Greipel        |      | 6     |
| 7. | Allan Davis          |      | 4     |
|    | Luis León Sánchez    |      | 4     |
|    | Michele Scarponi     |      | 4     |
|    | Alejandro Valverde   |      | 4     |

|    | Équipe                                          | Pays | Vict. |
| 1. | Columbia-HTC                                    |      | 39    |
| 2. | Cervélo Test                                    |      | 12    |
|    | Saxo Bank                                       |      | 12    |
| 4. | Quick Step                                      |      | 10    |
| 5. | Astana                                          |      | 9     |
|    | Caisse d'Épargne                                |      | 9     |
|    | Garmin-Slipstream                               |      | 9     |
|    | Rabobank                                        |      | 9     |
| 9. | Lampre-NGC                                      |      | 6     |
|    | Liquigas                                        |      | 6     |
|    | LPR Brakes-Farnese Vini                         |      | 6     |
|    | Serramenti PVC Diquigiovanni-Androni Giocattoli |      | 6     |

| Pos. | Pays        | Vict. |
| 1.   | Espagne     | 28    |
| 2.   | Italie      | 21    |
| 3.   | Royaume-Uni | 14    |
| 4.   | Allemagne   | 12    |
| -.   | France      | 12    |
| 6.   | Norvège     | 10    |
| 7.   | Australie   | 9     |
| 8.   | Suisse      | 8     |
| 9.   | États-Unis  | 7     |
| -.   | Russie      | 7     |